# Halecium conicum
Halecium conicum är en nässeldjursart som beskrevs av Eberhard Stechow 1919. Halecium conicum ingår i släktet Halecium och familjen Haleciidae. Inga underarter finns listade i Catalogue of Life.